# Rodriguezus garmani
Rodriguezus garmani (Syn. Eudaniela garmani, engl. Manitou crab oder Trinidad mountain crab) ist eine in der Karibik beheimatete Art der Krabben.

## Merkmale
Rodriguezus garmani ist eine große Krabbe, der Panzer kann breiter als 10 cm werden. Der Rückenpanzer (Carapax) ist flach und trägt deutliche Grube, die nahezu bis zum Rand reicht. Bei Adulten ist die H-förmige Grube weißlich. Auch die Unterseite ist weißlich. Die beiden Scherenbeine (Chelipeden) sind, vor allem bei Männchen, unterschiedlich groß, die Scheren kräftig. Die Schreitbeine sind kräftig und ruderförmig. Weibchen haben an der Bauchunterseite einen Beutel, in dem sie ihren Nachwuchs aufbewahren. Die Rückenseite ist bei Juvenilen dunkelbraun, bei Adulten kastanienbraun.

## Vorkommen und Lebensweise
Rodriguezus garmani ist eine Landkrabbe und kommt in Trinidad und Tobago und Venezuela vor, typischerweise in Höhen von 50 bis 800 m. Sie bewohnt selbst gegrabene Höhlen an Bergbächen, erwachsene Tiere sind häufig unter Felsvorsprüngen und Felsbrocken zu finden. Die Krabbe ist überwiegend nachtaktiv, in der Regenzeit oder nach schweren Regenfällen kann sie auch am Tag beobachtet werden. Sie sind typischerweise Einzelgänger.
Die Krabbenart ist überwiegend karnivor, also Fleischfresser. Sie ernährt sich von Garnelen, Insekten, Fischen, kleinen Schlangen, Geckos und Artgenossen, denen sie auflauern. Die Jungkrabben fressen vor allem Mückenlarven, aber auch vegetarische Kost.

## Fortpflanzung
Die Geschlechtsreife beginnt aber einer Breite von 42 (Weibchen) bzw. 47 mm (Männchen) und ist bei Weibchen bei einer Breite von 69 mm abgeschlossen. Dies ist etwa mit 3  Jahren der Fall. Weibchen produzieren 200 bis 300 Eier mit einem Durchmesser von 2 bis 3 mm. Sie werden innerhalb des Pleons bebrütet, die Nachkommen bleiben bis zur ersten Häutung in dieser Brutkammer (manitou ist der indianische Name für Opossums, die als Beutelratten ebenfalls einen Brutbeutel haben).

## Rodriguezus garmaniund Mensch
Rodriguezus garmani ist eine der drei in Trinidad und Tobago zum Verzehr eingesammelten Krabbenarten. Die Art gilt nicht als gefährdet, auf Trinidad werden aber durch Überjagung sinkende Bestandszahlen beobachtet.